# What Happens Tomorrow
Singles de Duran Duran
(Reach Up for The) Sunrise
(2004) Nice
(2005)
What Happens Tomorrow est une chanson du groupe anglais Duran Duran, sortie en single en 2005. C'est le second extrait d’Astronaut, 11e album studio du groupe, sorti en 2004.

## Clip
Le clip est réalisé par Smith n' Borin (un duo composé de Frank Buff Borin et Ryan Smith). Le clip met en scène deux jeunes regardant les étoiles. Les membres de Duran Duran apparaissent comme des constellations. Le mannequin Nicole Marie Lenz apparait dans la vidéo.
Le clip sera nommé aux Visual Effects Society Awards de 2005 dans la catégorie meilleurs effets spéciaux dans un clip musical.

## Liste des titres

### CD: Epic / 6756501 (Royaume-Uni)
1. What Happens Tomorrow – 4:04
2. (Reach Up for The) Sunrise (Eric Prydz Edit) – 3:36

### CD: Epic / 6756502 (Royaume-Uni)
1. What Happens Tomorrow – 4:04
2. Silent Icy River – 2:54
3. What Happens Tomorrow (Harry Peat Mix) – 4:04
4. What Happens Tomorrow (clip) - 4:04

### CD: Epic / 6756532 (International)
1. What Happens Tomorrow – 4:04
2. Silent Icy River – 2:54
3. What Happens Tomorrow (Harry Peat Mix) – 4:04
4. (Reach Up for The) Sunrise (Eric Prydz Mix) – 6:46

### Téléchargement uniquement
1. What Happens Tomorrow (Peter Rauhofer's Reconstruction Mix)  – 8:56
2. What Happens Tomorrow(Peter Rauhofer's Reconstruction Dub)  – 8:49whatsapp

### CD promotionnel: Epic / SAMPCS145991 (Royaume-Uni)
1. What Happens Tomorrow – 4:05

## Classements
| Pays et classement (2005)                                    | Meilleure position |
| ------------------------------------------------------------ | ------------------ |
| Belgique (Flandre Ultratop 50 Singles)                       | 8                  |
| Allemagne (Media Control AG)                                 | 80                 |
| Irlande (IRMA)                                               | 47                 |
| Italie (FIMI)                                                | 2                  |
| Royaume-Uni (UK Singles Chart - The Official Charts Company) | 11                 |
| États-Unis Billboard Hot Dance Club Songs                    | 2                  |

## Crédits
Duran Duran
- Nick Rhodes : claviers
- Simon Le Bon : chant principal
- John Taylor - guitare basse
- Roger Taylor : batterie
- Andy Taylor : guitare